# Quet
|  | Per a altres significats, vegeu «Ostiak». |

|  | Aquest article tracta sobre la llengua paleosiberiana. Si cerqueu el poble que habita la vall mitjana del Ienissei, vegeu «kets». |

El quet o ket, anteriorment conegut com a ienissei ostiak, és una llengua aïllada siberiana, última supervivent de la família de les llengües ienisseianes. El quet és una llengua tonal, amb cinc tons diferents, i una estructura fonètica poc habitual. El 1930, 1988 i 1991 van crear-se alfabets per escriure aquesta llengua, l'últim basat en l'alfabet ciríl·lic. Va haver-hi intents per part d'experts soviètics d'establir una relació entre la llengua quet i el buruixaski, i fins i tot amb les llengües sinotibetanes. Hi ha uns 210 parlants del quet. S'han realitzat esforços per introduir aquesta llengua a les llars d'infants i als col·legis. Tanmateix, a causa del seu baix estatus social la llengua està en perill d'extinció. El nom de quet prové de la paraula 'ket', que significa 'persona'. Una altra llengua ienisseiana, el iug, ha desaparegut durant el segle xx.